# Cherax boesemani
Cherax boesemani е вид десетоного от семейство Parastacidae.

## Разпространение и местообитание
Видът е разпространен в Индонезия.
Обитава сладководни басейни, морета, реки и потоци.